# Sullana
Sullana é uma cidade peruana, capital da província de Sullana, no Departamento de Piura. Seu nome significa "lugar de agua".